# Stéphane Poulhies
Stéphane Poulhies (født 26. juni 1985) er en fransk tidligere professionel cykelrytter.